# 斯維亞托斯拉夫·瓦卡爾丘克
斯維亞托斯拉夫·伊萬諾維奇·瓦卡爾丘克（羅馬化：Sviatoslav Ivanovych Vakarchuk；1975年5月14日—），烏克蘭歌手與政治人物。

## 樂界發展

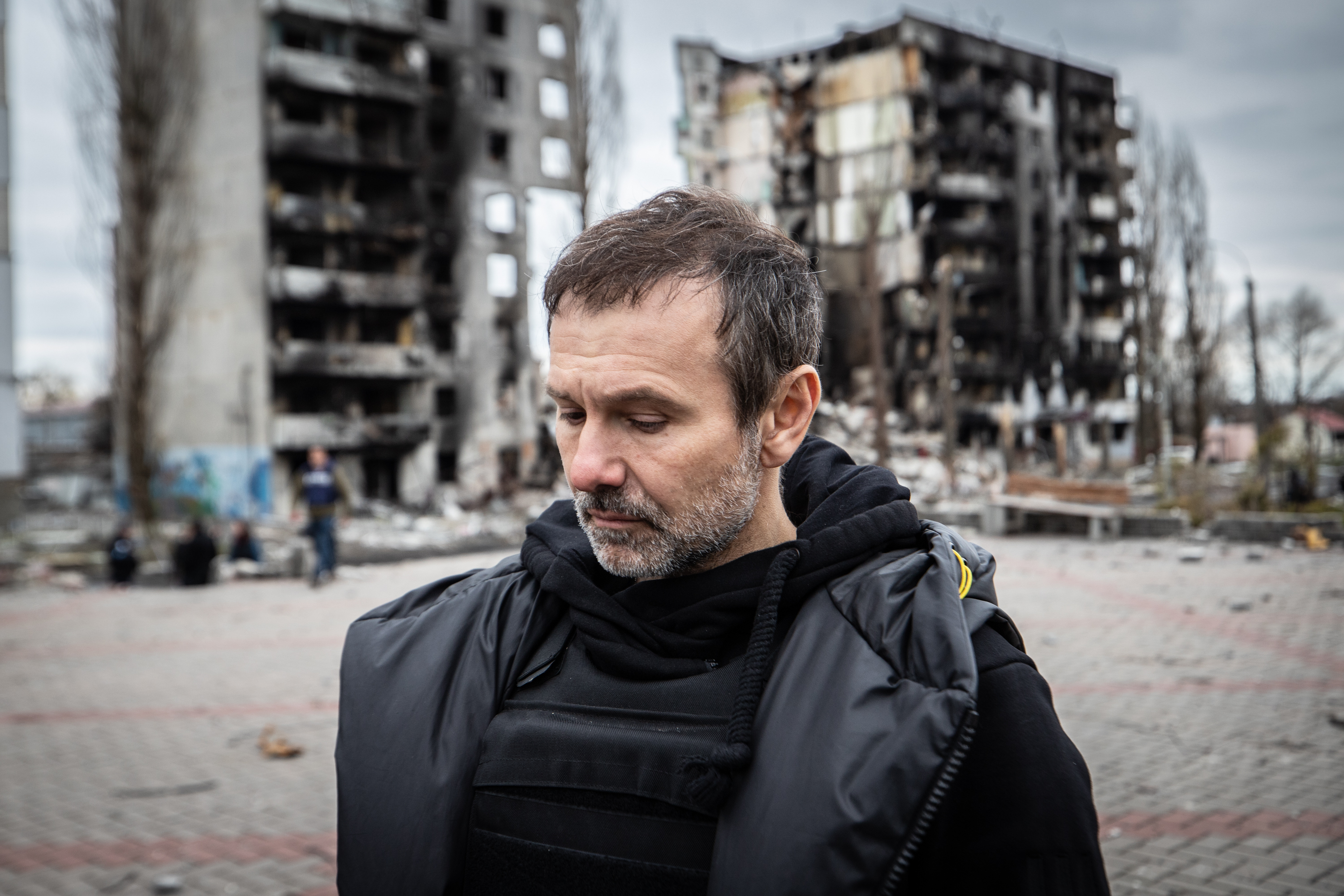
2022年的瓦卡爾丘克

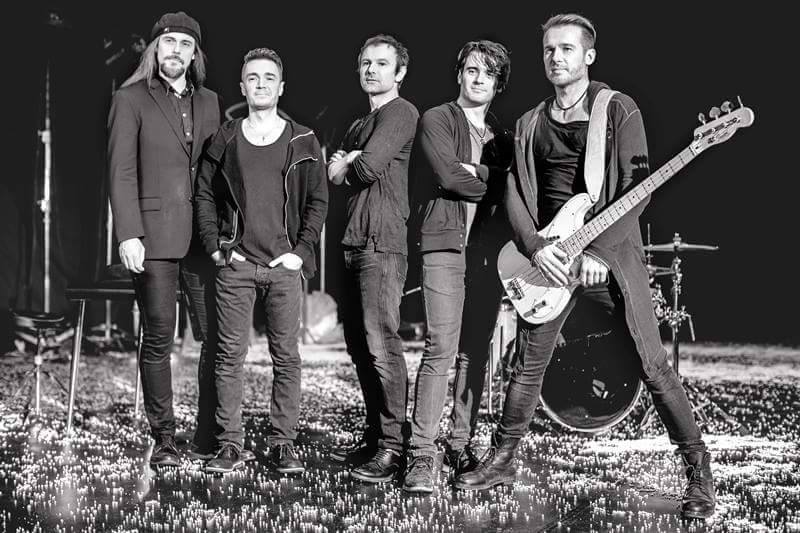
2016年艾莎的海團員合影

1994年艾莎的海樂團在烏克蘭利維夫成立，瓦卡爾丘克擔任該樂團的主唱。
2007年4月樂團獲得FUZZ Magazine最佳搖滾音樂獎。

## 政治生涯
在2018上半年的總統選舉民調當中，瓦卡爾丘克得到約9-10%的民意支持。烏克蘭非政府研究機構Rating的調查中顯示64%選民希望瓦卡爾丘克參選總統。
2019年1月12日，瓦卡爾丘克表示其將為烏克蘭政壇帶來新面孔，目前政治界令人失望，無法忍受基輔那些政客。他認為烏克蘭需要新的政治領袖，而非革命，因為革命未能帶來永久解決方案。
2019年5月16日，瓦卡爾丘克在基輔成立選民之聲黨，投入接下來的國會選舉。其主要政見包含建立e政府，改革司法體系，肅清貪腐，加入歐盟與北約。
2019年7月21日，選民之聲黨在國會424席中，在199選區中取得3席，在225席的比例代表中拿下17席，共20席。